# Diaguita
Cet article concerne le peuple diaguita. Pour la langue diaguita, voir Diaguita (langue).
 (octobre 2012).

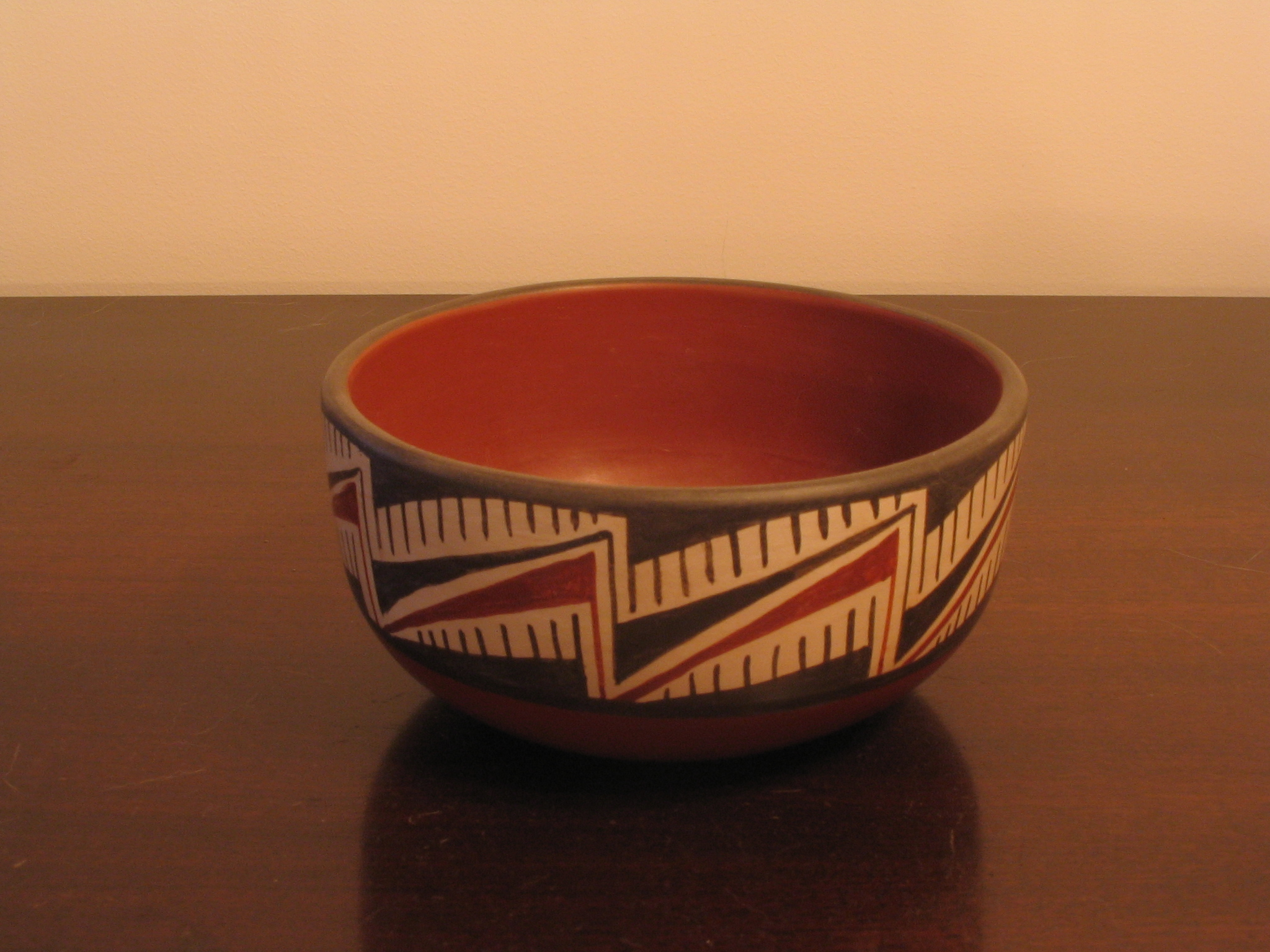
Céramique Diaguita du nord du Chili.

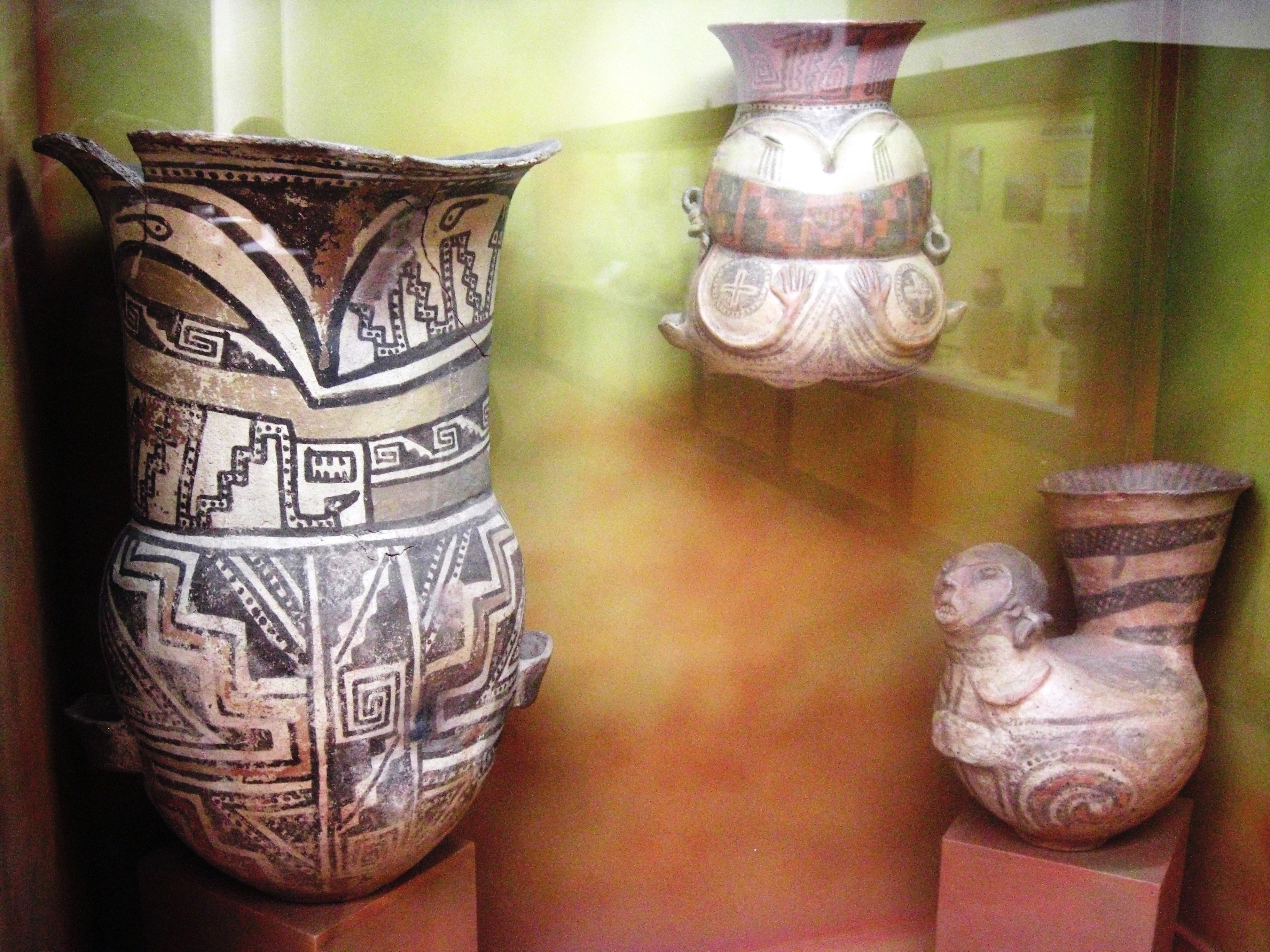
Musée de La Plata : céramiques des Vallées Calchaquíes

Diaguita, est la dénomination quechua, propagée ultérieurement par les conquérants espagnols, d'un ensemble de peuples indépendants de l'actuelle Argentine et du Chili (en) ayant un idiome commun, le kakán ou kakan. Eux-mêmes se dénommaient Pazioca ou Paccioca. 

## Territoire
Ils habitaient les hautes montagnes andines et les vallées du nord-ouest de 
l'Argentine (nord-ouest argentin ou NOA), dans les provinces de Salta, Tucumán, Catamarca, La Rioja, le nord de celle de San Juan, l'extrême nord-ouest de celle de Córdoba et le petit nord du Chili, dans les vallées transversales des régions d'Atacama et de Coquimbo. À l'ouest des Andes leur frontière s'établissait approximativement sur le río Choapa. On conserve toujours les vestiges de leurs ingénieuses constructions appelées par les Quechuas púkara (ou pucará), comme la citadelle des Quilmes en province de Tucumán, Tolombón, Chicoana, Tilcara, Atapsi et Fuerte Quemado en province de Salta, etc.

## Histoire
Les Diaguitas arrivèrent dans le petit nord chilien depuis l'actuel nord-ouest argentin, 
vers les Ve et VIe siècles, remplaçant ainsi la culture dite 
d'El Molle (agriculture et poteries), se distribuant dans une aire située entre les parallèles 27º S (limite septentrionale approximative) et le 32º S (limite méridionale approximative), peuplant les vallées des ríos Copiapó, Huasco, Elqui, Limarí, Casapa et Choapa. Dans cette zone, ils voisinaient au nord les Alpatamas ou Atacamas et au sud les Picunches. Les relations entre les "Diaguitas orientaux" ou argentins et les "Diaguitas occidentaux" ou chiliens étaient continues, fluides et étroites, comme le démontrent les découvertes de restes de mollusques et de fruits de mer venus des côtes chiliennes dans les gisements archéologiques argentins, et la décoration des céramiques avec des représentations de la faune argentine typique (jaguar, nandou, tatou (quirquincho), etc.) dans les gisements archéologiques chiliens.
Dans le nord-ouest argentin et dans le petit nord chilien, et spécialement dans les 
Vallées Calchaquies, à partir de 850, les Diaguitas développèrent une  culture d'une grande richesse, qui, archéologiquement correspond à la culture de Santa María. Ils vivaient dans des localités bien tracées et bien organisées. Ils utilisaient des métaux et étaient d'excellents potiers. 

### Résistance des Diaguitas
Au début ils opposèrent une résistance tenace à l'invasion quechua - ou kechua - (1471 à 1533). Néanmoins, vers 1480, ils furent intégrés à l'Empire Inca, dont ils reçurent une influence culturelle indéniable. Plus tard, pendant plus de cent ans, ils réussirent à résister à l'avancée espagnole. Il y eut les Guerres Calchaquíes, au cours desquelles se distinguèrent les chefs Kipildor ou Quipildor, Viltipoco (1561), Chelemín, Juan Kalchakí ou Calchaquí, Koronhuila (appelé par les Espagnols "Coronilla") et aussi la curieuse aventure de l'Andalous "Bohórquez" - ou Pedro Chamijo. 
Lorsque la conquête espagnole débuta, en 1561, les Diaguitas formèrent une grande armée sous le commandement de Juan Calchaquí, et réussirent à repousser les envahisseurs jusqu'à la province de Santiago del Estero. Mais en 1665 les conquistadors, qui avaient fondé plusieurs villes fortes pour les encercler parvinrent à les vaincre 
(la fondation de la ville de San Salvador de Jujuy fut construite pour cadenasser la région par le nord). 
Vainqueurs, afin d'éviter les rébellions, les Espagnols divisèrent et déracinèrent les 
Diaguitas. Par exemple la plus grande partie des membres de la partialité (tribu) des Quilmes, furent déportés à pied depuis Tucumán jusqu'à 
Buenos Aires, plus précisément dans la localité de Quilmes qui porte aujourd'hui leur nom.

Certains Diaguitas fuyant les Vallées Calchaquies, parvinrent à trouver refuge dans le 
Chaco Austral, faisant alliance avec des ethnies pampido-chaquéennes comme les Abipones et les emokovits ou mocovís.
Ce fait explique en partie deux questions : les grands soulèvements des autochtones du Chaco immédiatement après la fin des Guerres Calchaquies, l'un d'entre eux se soldant par la destruction de la ville espagnole de Concepción de Nuestra Señora del Bermejo située sur les rives de l'ancien lit du río Bermejo, dans le territoire de la province argentine actuelle du Chaco. L'autre question est celle de l'existence dans le centre-nord de la province de Santa Fe de plusieurs toponymes qui rappellent ceux des Diaguitas ou Calchaquis; Par exemple celui de la ville de Calchaquíes ou encore le nom du Río Calchaquí non loin de Santa Fe, presque sur les rives du Paraná moyen. 
Il faut avoir à l'esprit que le groupe de Paziocas ou Diaguitas qui s'auto-baptisèrent "Calchaquís" le fit en hommage a son principal leader, le chef Juán Calchaquí (Kalchakí).
Si pratiquement tous les Diaguitas qui résistèrent à l'invasion espagnole furent déracinés ou déportés à la fin de la Guerre Diaguita (ou Guerre Calchaquíe), certaines partialités 
furent traitées avec plus d'indulgence, n'ayant pas participé à ce conflit. Ce fut le cas 
des Amaichas, lesquels purent rester ainsi sur leurs territoires ancestraux (dans le secteur des Vallées Calchaquies correspondant à la province de Tucumán).

Distribution des populations pré-hispaniques au Chili

## Culture Pazioca ou Diaguita
L'origine des Diaguitas diffère de celle des peuples andins. Ils avaient des affinités ethniques avec les Huarpes, les pampides et aussi les peuples andins. Au moins à partir de ce qu'on appelle l'horizon de Tiwanaku, ils reçurent une importante influence culturelle depuis les Andes Centrales - c’est-à-dire, depuis la région andine située entre les 20º sud et la ligne de l'équateur -. Cette influence fut religieuse, artistique dans le style de céramique, etc.

Bien que de cultures très proches, par certains aspects, spécialement linguistiques, bien des ethnographes font une séparation entre les Pazioca ou Diaguitas proprement dits, et les autres populations apparentées : les Atacamas ou Alpatamas de langue cunza, elle-même apparentée à la langue lickan-antay, habitants de la Puna, les Humahuacas  ou Omaguacas, les Lípes  et les Tomatas  -de langue lickan-antay-  (habitants des sierras de Tarija et du nord du Jujuy), les Capayáns  habitants du sud-est de la province de La Rioja et du nord de celle de San Juan, et les Olongastas  habitants du sud-est de la province de La Rioja, de l'ouest de la province de Santiago del Estero et de l'extrême nord-ouest de la province de Córdoba.

### La langue
La langue des Diaguitas était le kakán ou kakan, une langue actuellement éteinte, dont on conserve de nombreux toponymes et d'autres mots dans le parler local des 
habitants des zones du nord du Chili, de l'Argentine et de la Bolivie. Mais personne ne parle plus l'idiome intégralement.

### L'art de la poterie
Les Diaguitas firent des merveilles dans l'art de la céramique. Chaque famille fabriquait ses marmites, ses cruches et ses vases. Il y avait de plus des artisans spécialisés qui réalisaient de véritables œuvres d'art, comme les urnes funéraires, où les Diaguitas enterraient leurs morts. Certaines de ces urnes décorées, se sont conservées et sont exposées dans des musées. Dans la zone actuellement chilienne, leur céramique a reçu des influences des cultures qui s'étaient développées le long du littoral péruvien, et c'est pour cette raison que leur céramique a l'habitude d'avoir des formes anthropomorphes et zoomorphes (comme des "amphores-canard" etc.).

## Société
Las communautés diaguitas étaient gouvernées par un chef politique et militaire. Mais pour hériter de la charge, il ne suffisait pas d'être le fils du chef. L'héritier devait démontrer qu'il répondait aux conditions requises pour commander. C'est ainsi qu'à l'arrivée des espagnols, le territoire diaguita ou pazioca était divisé en chefferies et seigneuries. Le chef était polygame, mais le reste de la population était soumis à la monogamie. Il n'y avait pas de classe sacerdotale, comme c'était le cas parmi les Quechuas ou les Aztèques. Mais chaque village avait un prêtre ou chaman qui se chargeait des rites, des cérémonies religieuses et de la santé de la population.

Au XVIe siècle les Diaguitas étaient divisés en partialités -lesquelles portaient souvent le nom de leur lignage principal, lignage qui exerçait l'autorité seigneuriale- comme celle des 
kilme (quilmes), des amaichas, des abaucanes, des tucumanaos, des capayanes, des hualfines, des olongastas, des ambargastas, des pulars, des aimogastas, des guandacols, des wamatinaj (famatinas), des tinogastas, des calchaquís, des tolombons, des yocavils, des chilis etc. Presque tous ces noms se retrouvent dans la toponymie des villes et parfois des vallées ou d'autres lieux du nord-ouest argentin et du nord chilien (exemples río Abaucán, province de Tucumán, volcan Pular, ville de Tinogasta, etc.). 

## Religion
Ils adoraient le Soleil et la Pachamama ou terre mère (déités acquises de la culture de l'empire Inca). Ils croyaient que la Pachamama leur avait enseigné à cultiver, à élever des animaux et à fabriquer la nourriture. Ils taillaient des menhirs (monuments monolithiques posés verticalement) pour rendre hommage à leurs ancêtres. Les menhirs du nord-ouest argentin, comme d'autres constructions similaires sont des symboles itiphalliques (c'est-à-dire « qui a le pénis en érection ») et s'associaient avec des rites saisonniers de la fertilité. Ces monuments étaient déjà érigés par une culture qui les avait précédés, la culture Tafí, ce dont témoignent les menhirs de Tafí del Valle en province de Tucumán.
En 1914, l'archéologue argentin d'origine suédoise Eric Boman note que certains pétroglyphes précolombiens sont honorés comme des saints catholiques par les Diaguitas et les métis ; l'un de ces sites rupestres appelé le Señor de la Peña, le « Seigneur du Rocher », fait l'objet d'un pèlerinage annuel le Vendredi saint, rassemblant 500 à 1 000 personnes, ce qu'il explique par la présence de croix parmi ses motifs.

## Agriculture et élevage
Le chef répartissait les terres et organisait la construction et l'entretien des terrasses de culture, qu'ils aménageaient sur les flancs des montagnes. Ils travaillaient la terre en commun, et l'on gardait une partie de la récolte dans des dépôts communaux. Ils cultivaient l'oignon, le quinoa, le kiwicha ou quihuicha, les pois, les piments, la pomme de terre ou papa et le maïs, et cueillaient les fruits de la forêt (abondante à l'époque), comme ceux de l'algarrobo ou caroubier. Ils pratiquaient aussi l'élevage des lamas et des alpagas, surtout dans les zones élevées et froides de la Puna. La pomme de terre et le quinoa (une plante indigène) étaient semés sur des terrasses bien aménagées, dans les zones cultivables les plus élevées, comme c'est toujours le cas en Bolivie par exemple.
Avec le caroubier créole (ou "taco"), les diaguitas ou paziocas couvraient plusieurs nécessités de base. Ils utilisaient le bois en tant que bois de chauffage (leña) ou pour la fabrication de matériels et d'outils ; de l'écorce et des racines ils obtenaient une teinture pour teindre les laines et les tissus, et de leurs fruits ils faisaient de la farine avec laquelle ils cuisinaient un pain appelé patay. Ils préparaient aussi une boisson appelée aloja, semblable à la bière. 
Actuellement la région où les Diaguitas habitaient est un quasi-désert. Les études d'Ana María Lorandi, entre autres, révèlent que les territoires actuellement très arides, si ce n'est totalement désertiques, que les Diaguitas ont jadis peuplés, étaient des régions fertiles, couvertes en grande partie de bois et de forêts de prosopis nigra ou caroubier créole, et ce, jusqu'aux environs de 1600. La désertification fut la terrible conséquence immédiate de l'invasion espagnole. Ceux-ci abattirent et incendièrent les forêts de ces terres afin d'affamer les Paziocas et de les battre de cette façon. Puis, une fois gagnée la guerre contre les peuples autochtones, les conquistadors introduisirent massivement des caprins et des ovins. Tout le monde connait la nocivité des caprins en terrain montagneux, et la pratique de la surpâture fit le reste, si bien qu'en deux siècles ils transformèrent les "vergers en déserts".

## Cultures précédentes
Comme défini plus haut, la culture pazioca ou diaguita proprement dite correspond à la culture archéologique appelée Culture de Santa María -depuis 850 environ, jusqu'à 1480- plus la période allant jusqu'en 1570. Cependant, dans les périodes précédentes, on observe sur ce territoire d'autres cultures qui existèrent dans l'aire de distribution des Diaguitas :
- Culture Tafí
- culture Cóndor Huasi
- Culture El Alfarcito
- Culture La Ciénaga
- Culture La Aguada
- Culture Belén
- Culture Candelaria.